# Zgrupowanie Osnowa
Zgrupowanie "Osnowa" - zgrupowanie włodzimierskie Okręgu Wołyń Armii Krajowej, które w czasie akcji Burza na Wołyniu weszło w skład 27 Wołyńskiej Dywizji Piechoty.
Dowódcą zgrupowania i jednocześnie dowódcą 23 pułku piechoty był kpt. Kazimierz Rzaniak ps. "Garda".

## Skład i obsada personalna
- Sztab
- Kwatermistrzostwo
  - kompania gospodarcza
  - szpital

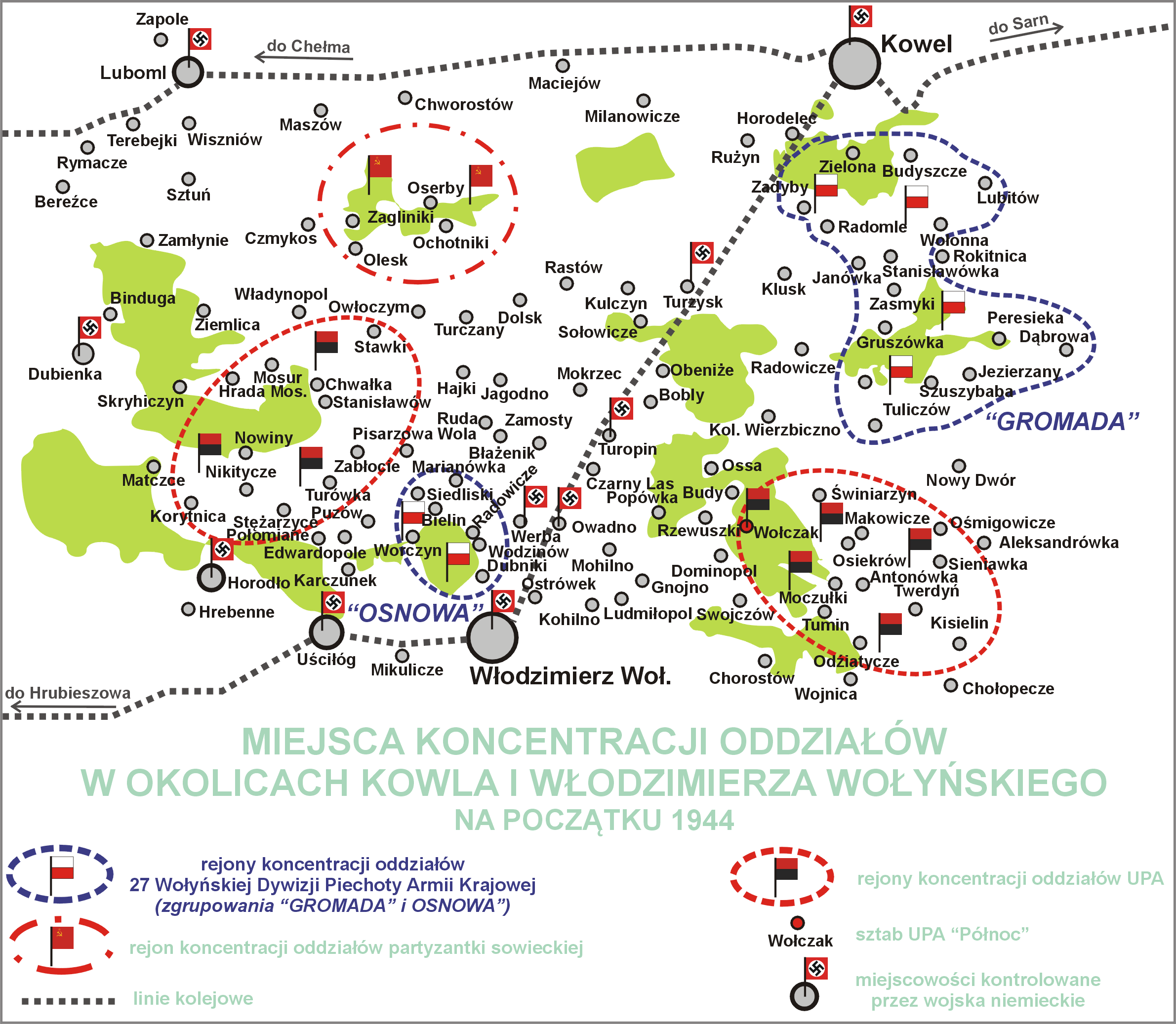
Miejsce koncentracji zgrupowania na początku 1944

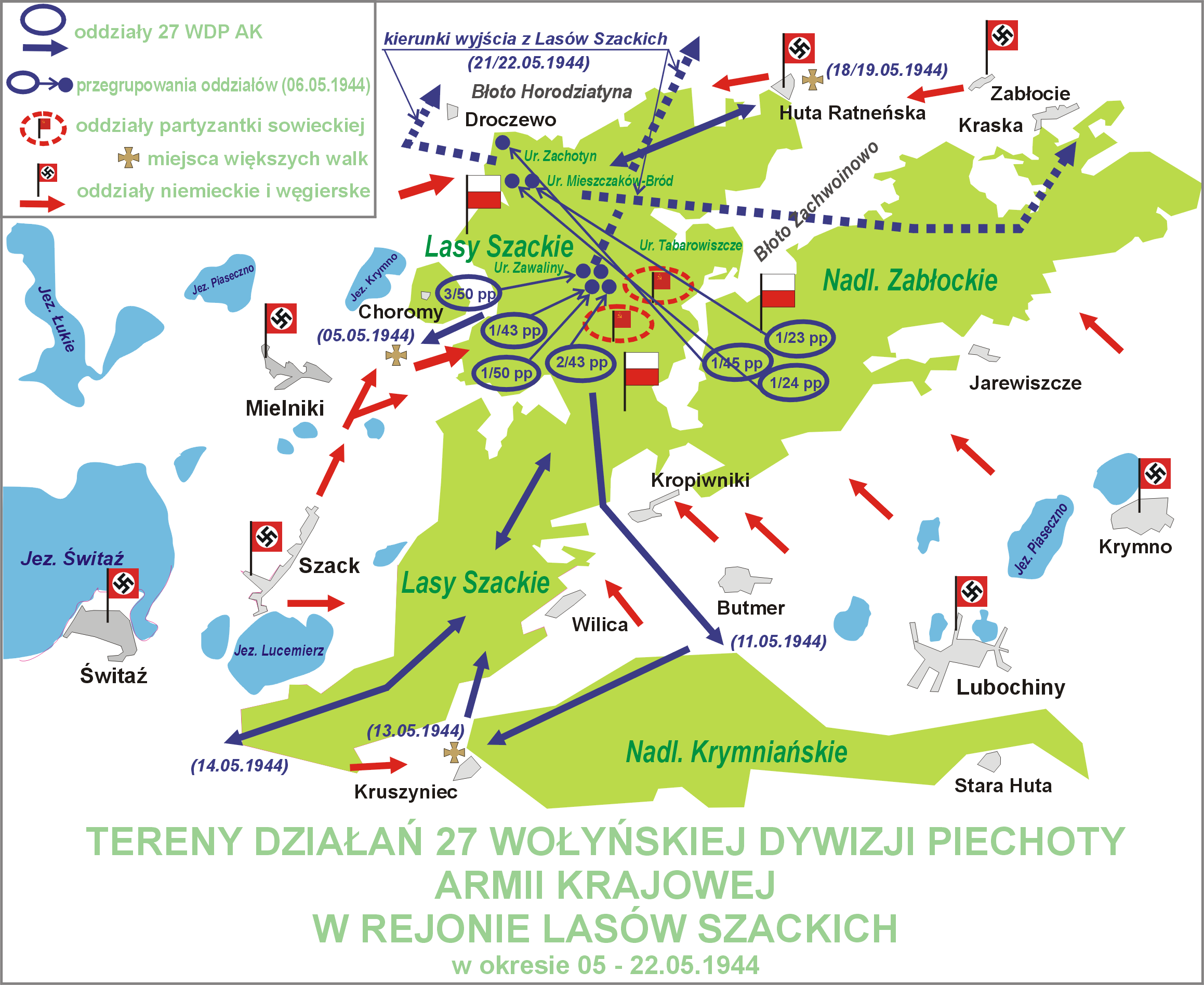
Tereny walk w rejonie Lasów Szackich

  - oddział ochrony kwatermistrzostwa
- Samodzielne pododdziały Zgrupowania
  - pluton saperów
  - pluton rozpoznania (zwiadu)
  - pluton łączności
  - pluton żandarmerii
- 1/19 p.uł. "Krwawi Tatarzy" (zwiad taktyczny) – ppor. Longin Dąbek-Dębicki "Jarosław"
  - 1 pluton – „Orzeł”
  - 2 pluton – „Borus”
  - 3 pluton – „Karol”
- I/23 pp – por. Sylwester Brokowski "Bogoria"; od 07.04.1944 por. Zygmunt Górka-Grabowski "Zając"
  - 1 kompania – ppor. Władysław Cieśliński „Piotruś”
  - 2 kompania – ppor. Bronisław Bydychaj„Czech”
- II/23 pp – ppor. Jerzy Krasowski "Lech"
  - 4 kompania – ppor. Szczepan Jasiński „Czesław”
  - 5 kompania – ppor. Edward Kubala „Kostek”
- pluton ckm - ppor. Antoni Buczek "Pobóg"
- drużyna zwiadu konnego - wachm. Piotr Prostrelczuk "Poraj"
- drużyna sanitarna - Ludwika Brzostowska "Olga"

Stan osobowy batalionu ok. 490 ludzi w tym: 6 oficerów, 30 podoficerów, 445 szeregowych
- III/23 pp (szkieletowy)
  - 6 komp. – ppor. Jeremi Witkowski "Sokół II", od 18.05.1944 Mieczysław Sieroń „Molly”
  - 7 komp. – pchor. Jerzy Ochman "Kozak"
- I/24 pp "Krwawa Łuna" – por. Zygmunt Kulczycki "Olgierd"; od 21.04.1944 ppor. Józef Malinowski "Ćwik"
  - 1 kompania – ppor. Wacław Korzeniowski „Nałęcz”
  - 2 kompania – ppor. Romuald Górnicki „Remus”
  - 3 kompania (szkieletowa; od 3.4.1944) – chor. Kornel Lewandowski „Spalony”
- oddziały wydzielone do obrony ludności cywilnej (samoobrona)